# ولسوالی حصهٔ اول کوهستان
حصهٔ اول کوهستان یکی از ولسوالی ولایت کاپیسا در خاور افغانستان است. جمعیت آن در سال ۲۰۲۴ میلادی ۸۲٬۴۱۶ نفر اعلام شده‌است.
دانشگاه البیرونی در این ولسوالی قرار دارد.